# Imperio lunda

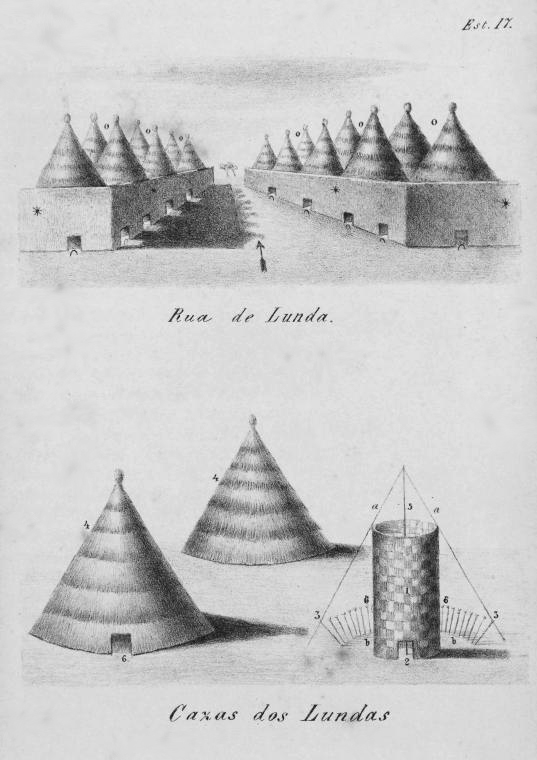
Casas lunda de 1854.

El Imperio lunda fue una confederación de pequeños países y un imperio comercial que existió en la zona sur de la actual República Democrática del Congo, el noreste de Angola y el noroeste de Zambia antes de la colonización europea de África. Desarrollado a partir de un pequeño poblado, en 1680 ocupaba 150.000 km², y el doble, 300.000, a mediados del siglo XIX.
A mediados del siglo XIX fue invadido por la etnia chokwe, que debilitó enormemente el poder de sus monarcas, favoreciendo la descentralización y la división. En 1884 fue repartido entre el Reino de Bélgica, el Imperio británico y el Reino de Portugal, los grandes poderes coloniales de esa región africana. Después de la independencia de las colonias africanas, los lunda quedaron divididos entre tres países, fruto de las distintas colonias europeas.

## Historia

### Reino lunda
El Imperio lunda tiene su origen en un pequeño poblado lunda llamado Gaand y gobernado por un jefe o rey (Mwaanta en idioma kilunda). Ilunga Tshibinda, uno de estos mwaanta, trajo un periodo de estabilidad al casarse con una princesa del sur y estar ocupado el vecino Imperio luba por su hermano. Su hijo, que expandió los territorios de los lunda de Gaand, creó el título de Mwanta Yaav, siendo jefe de jefes.

### Imperio comercial
En torno a 1700 los reyes de Lunda comenzaron a dominar toda la cuenca alta del río Kasai, debido en parte al surgimiento de nuevas oportunidades comerciales. Desde entonces, el imperio no dejó de expandirse hasta el tercer cuarto del siglo XIX. Los jefes de las tribus sometidas por el imperio pagaban tributo, incluso aquellas que se encontraba a dos meses de viaje. Sus cuotas, comercio y viajes eran escrupulosamente controlados por los funcionarios del mwanta yaav.
Durante el siglo XIX se sucedieron algunas cortas contiendas sucesorias y reinados efímeros, pero en general fue un siglo tranquilo, sobre todo considerando los grandes cambios que acontecían en África debido al colonialismo, y coincidió con los reinados de 3 grandes mwanta yaav.

### Fin del imperio
Durante el tercer cuarto del siglo XIX se produjeron una serie de cambios importantes en la región que amenazó el orden establecido durante los siglos precedentes. Nuevas tribus y pueblos se trasladaron y se hicieron más poderosos, los árabes y en especial los suajili llegaron desde el norte y buscaron nuevos mercados, y los colinizadores europeos comenzaron a penetrar en el interior del continente africano. Todos estos cambios afectaron a la estructura social, política y económica del Imperio lunda, que se debilitó y terminó por disgregarse tras el ataque de una etnia, los Chokwe (etnia), que habían establecido un reino creciente junto a sus fronteras.

## Política
Al principio el imperio no tenía una capital fija. Ni siquiera éstas eran ciudades. Cada mandatario mandaba montar una suerte de poblado llamado musumba, donde se asentaba con su corte. Uno de sus gobernantes fijó un poblado y mandó construir calles y una gran plaza para funciones públicas. En ella vivían el mwanta yaav con dos cortes y los descendientes de aquellos líderes de clan que formaron inicialmente el imperio, que custodiaban al mwanta yaav. Una corte separada era la de la lukoukhesia (madre de la nación), que recibía incluso sus propias visitas y tributos. Otra era la de los burócratas, funcionarios elegidos por el mwanta. 
Este sistema dio gran resultado, asegurando una larga estabilidad en el imperio incluso en la mayor parte del siglo XIX, cuando se produjeron diversas migraciones y la llegada de los colonizadores europeos. Además, los lunda estaban unidos por un fuerte sentido nacional enrraizado en sus costumbres y tradiciones. También había cierta cercanía con los mwanta yaav, quienes a pesar de su poder visitaban sus plantaciones. Incluso, durante un tiempo, el Reino de Cazembe tuvo que pagarles tributo en mineral de cobre.

## Economía
Una de las bases de la economía lunda fue la agricultura, sin lugar a dudas su principal punto fuerte en los inicios del imperio. La misma capital estaba situada en medio de plantaciones, en un terreno propicio y rico. Esta riqueza permitió el desarrollo sin hambrunas de los pequeños poblados, lo cual evitaba disensiones. Pronto se aprovecharon también de las minas de cobre que había al sudeste del Imperio, el borde de lo que se conoce por Cinturón del Cobre. El cobre se utilizó profusamente en la artesanía, especialmente en unas figuras en forma de cruz que fueron ampliamente difundidas. También convertían el cobre en hilos que se enrroscaban con pelos de elefante de manera que formaban brazaletes.
Otra materia prima importante que obtenían y con la que comerciaban era la sal. También comerciaron intensamente con esclavos. De unos estudios realizados en torno a 1850 se deriva que cada año al menos entre 2.000 y 3.000 esclavos eran vendidos por los lunda, aproximadamente un tercio de los esclavos salidos de África Central.